# Королевский австралийский военно-морской флот

Флаг Королевского австралийского ВМФ

Королевский австралийский военно-морской флот (англ. Royal Australian Navy) — один из видов вооружённых сил Австралии, наряду с ВВС и СВ.

## История
Королевский австралийский военно-морской флот создан в 1901 году из военно-морских сил Содружества, представлявших собой небольшие совместные колониальные морские силы объединившихся в федеративное государство штатов. 10 июля 1911 года король Великобритании Георг V даровал право австралийскому флоту наименоваться: «Королевский австралийский военно-морской флот». Эта дата считается официальной датой рождения флота.
До начала Второй мировой войны основную роль по защите Австралийского Союза, Новой Зеландии и других тихоокеанских стран и территорий Британского Содружества играл Королевский военно-морской флот.

## Организационный состав

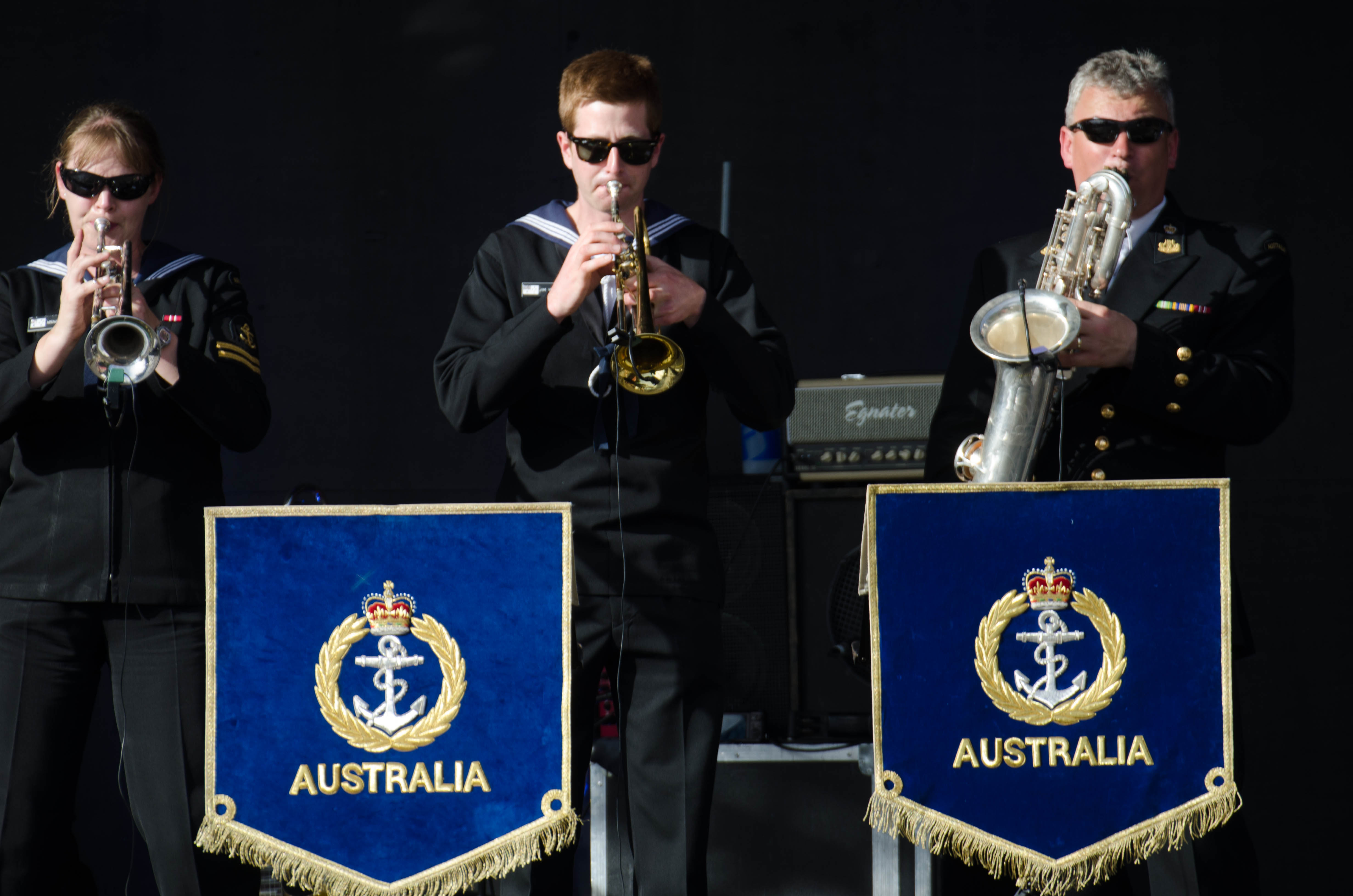
Оркестр КАВМФ.

Современная структура КАВМФ возникла в результате программы New Generation Navy (Флот нового поколения). Командование осуществляет Штаб флота (Naval Headquarters, NHQ), находящийся в Канберре. Высшим военным чином является Командующий флотом (Chief of Navy, CN), который имеет ранг вице-адмирала. Штаб флота несёт ответственность за претворение в жизнь решений, принятых Министерством обороны (Department of Defence) и за надзор за тактическими и оперативными вопросами, которые входят в компетенцию подчиненных командований.
Штабу флота подчиняются два командования:
- Командование флота (Fleet Command), возглавляемое Командующим австралийским флотом (Commander Australian Fleet, COMAUSFLT), который имеет звание контр-адмирала. Эта должность была учреждена в 1911 году и называлась «Флаг-офицер, командующий австралийским флотом» (Flag Officer Commanding HM’s Australian Fleet, FOCAF)[5], затем в 1988 году должность была переименована в «Морской командующий Австралии» (Maritime Commander Australia), а 1 февраля 2007 года получила своё нынешнее название[6]. Назначенным командующим в море является «Командующий вооружением» (Commodore Warfare, COMWAR), однозвёздный командующий развёртываемой оперативной группой. Командование флота несёт перед Командующим флотом полную ответственность за вверенные силы и средства, а также за боеготовность сил флота.
- Стратегическое командование флота (Navy Strategic Command) — административный орган, контролирующий потребности флота в обучении, инженерном и материально-техническом обеспечении. Командование создано в 2000 году, командующий первоначально имел звание коммодора, а в июне 2008 года повышен до контр-адмирала.

Командование флота первоначально состояло из семи Первичных оперативных групп (Force Element Group), однако в соответствии с программой New Generation Navy реорганизована в четыре Командования силами (Force Commands):
- Воздушные силы флота (Fleet Air Arm), ответственные за морскую авиацию;
- Минные, водолазные, гидрографические, метеорологические и патрульные силы (Mine Warfare, Clearance Diving, Hydrographic, Meteorological and Patrol Forces), которые ранее были разделены на четыре вида сил — патрульные, гидрографические, минные и водолазные. В состав этих сил включены все малые военные суда;
- Подводные силы (Submarine Force), в состав которых входят подводные лодки;
- Надводные силы (Surface Force), в состав которых входят основные боевые надводные корабли от фрегата и старше.

## Пункты базирования
ВМФ Австралии имеет два основных пункта базирования флота:
- Восточная база флота (Fleet Base East), ВМБ Kuttabul, Сидней, Новый Южный Уэльс;
- Западная база флота (Fleet Base West), ВМБ Stirling, близ Перта, Западная Австралия.

Также имеется три пункта базирования малых кораблей:
- ВМБ Cairns, Кэрнс, Квинсленд;
- ВМБ Coonawarra, Дарвин, Северная территория;
- ВМБ Waterhen, Сидней, Новый Южный Уэльс.

## Боевой состав

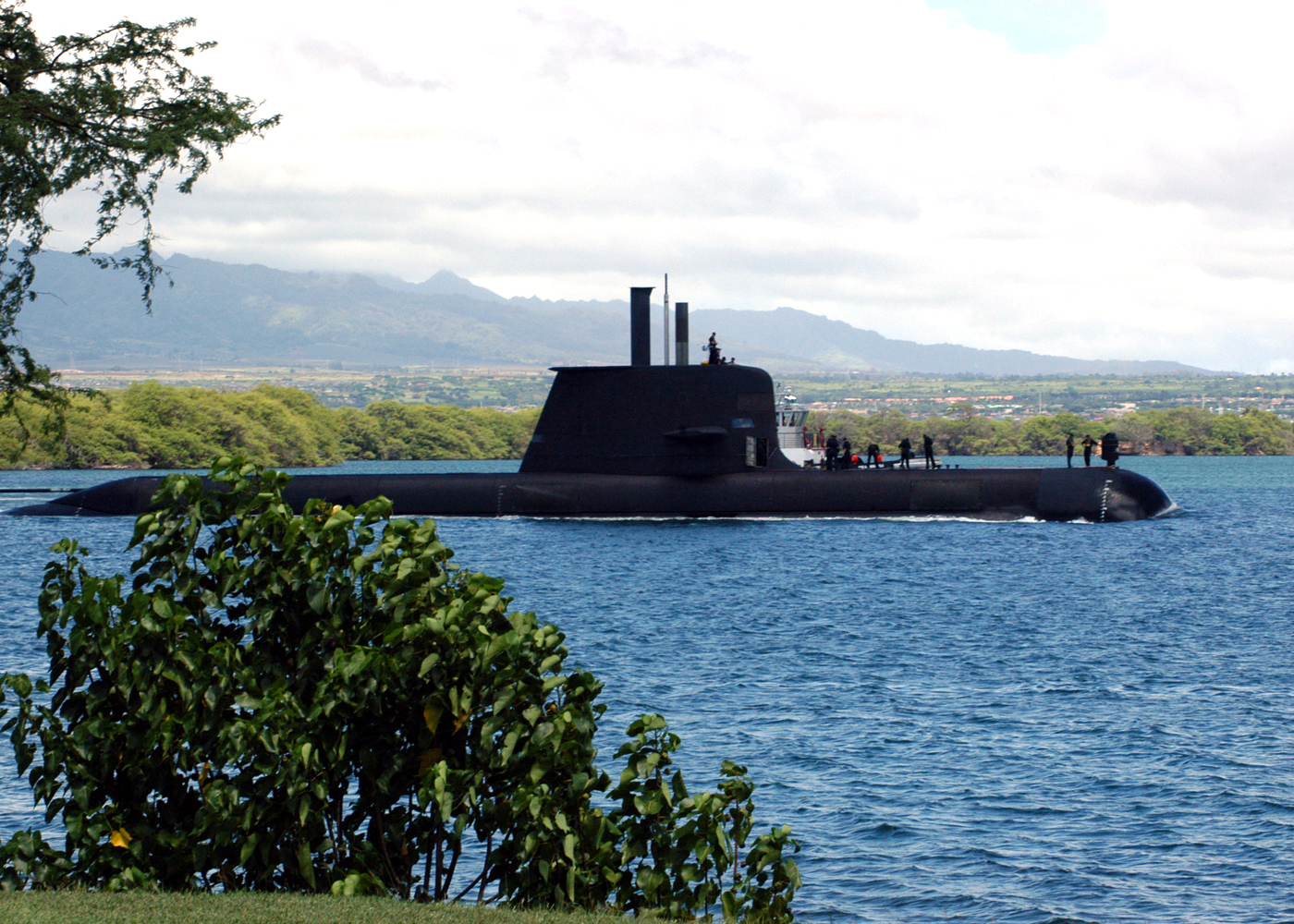
HMAS Rankin

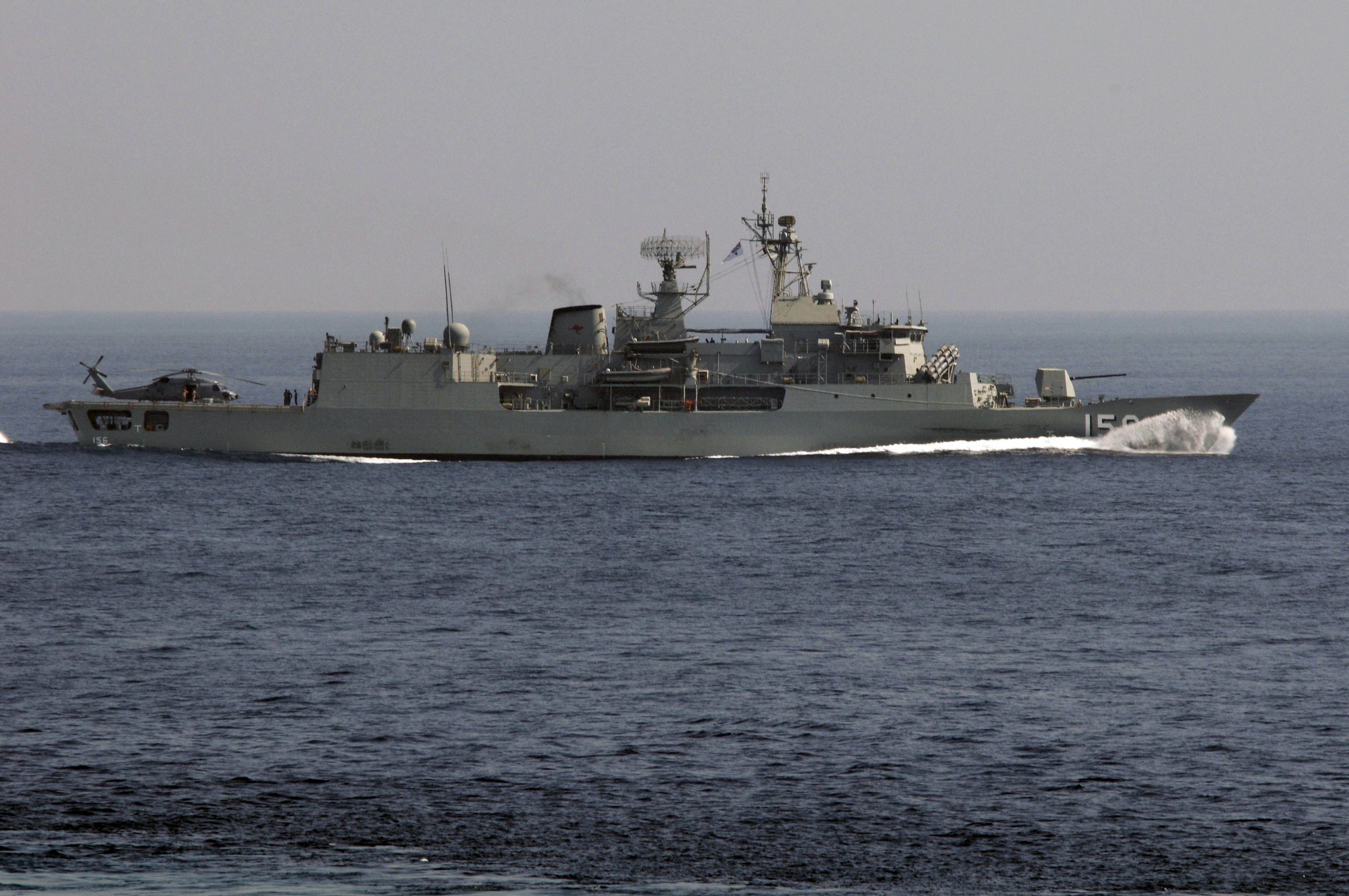
HMAS Toowoomba

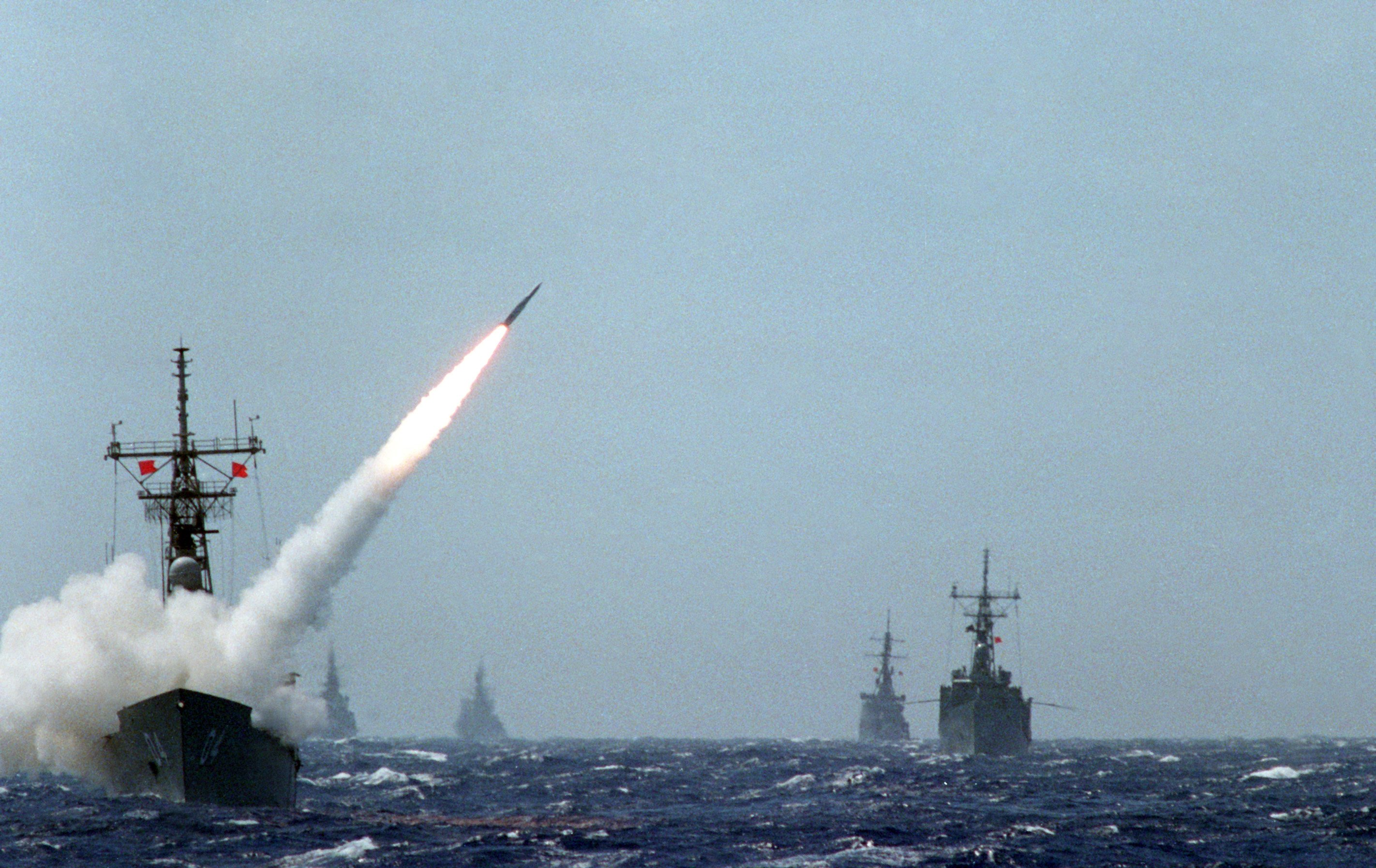
Запуск RIM-24 Tartar с HMAS Darwin

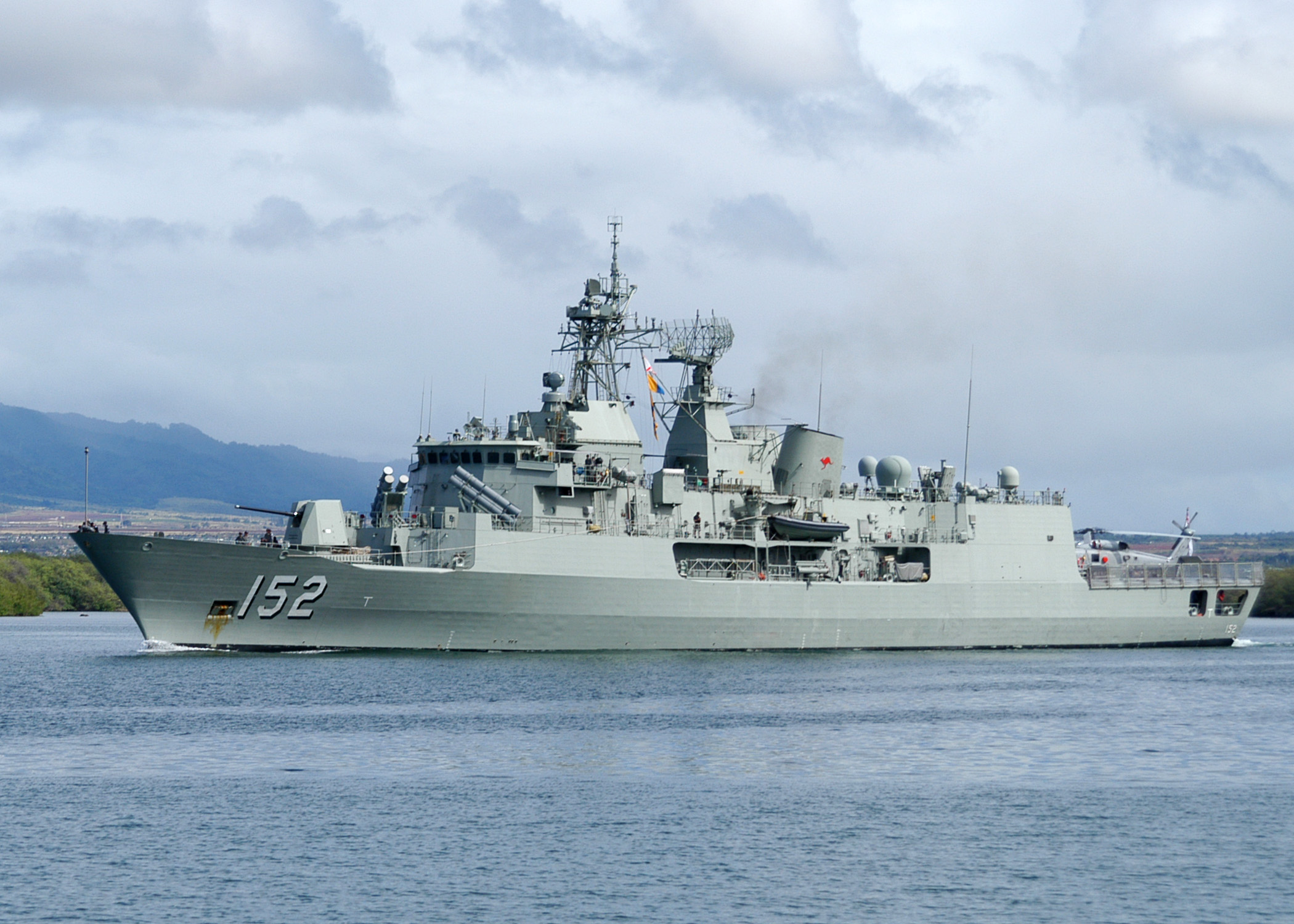
HMAS Warramunga

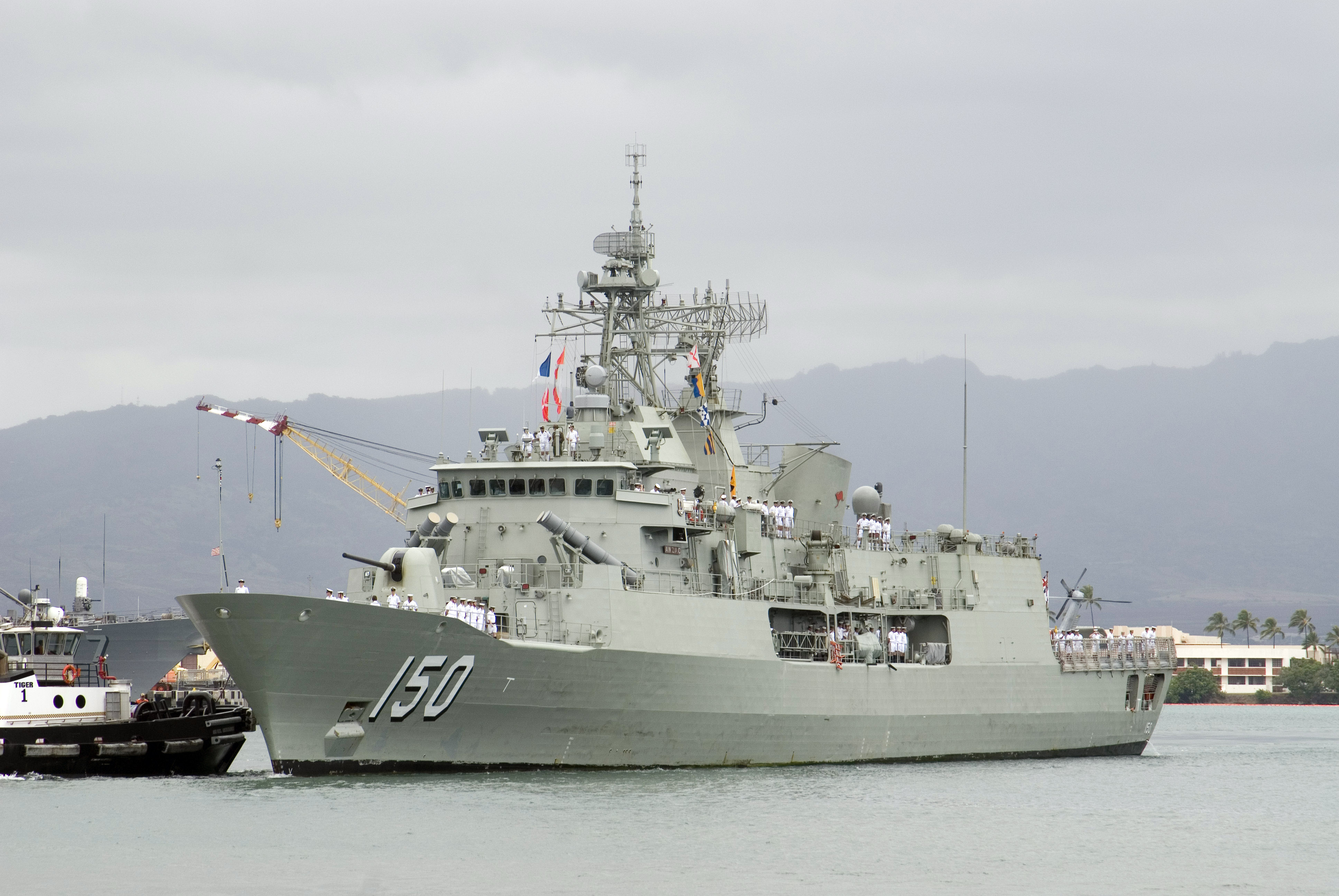
HMAS Anzac

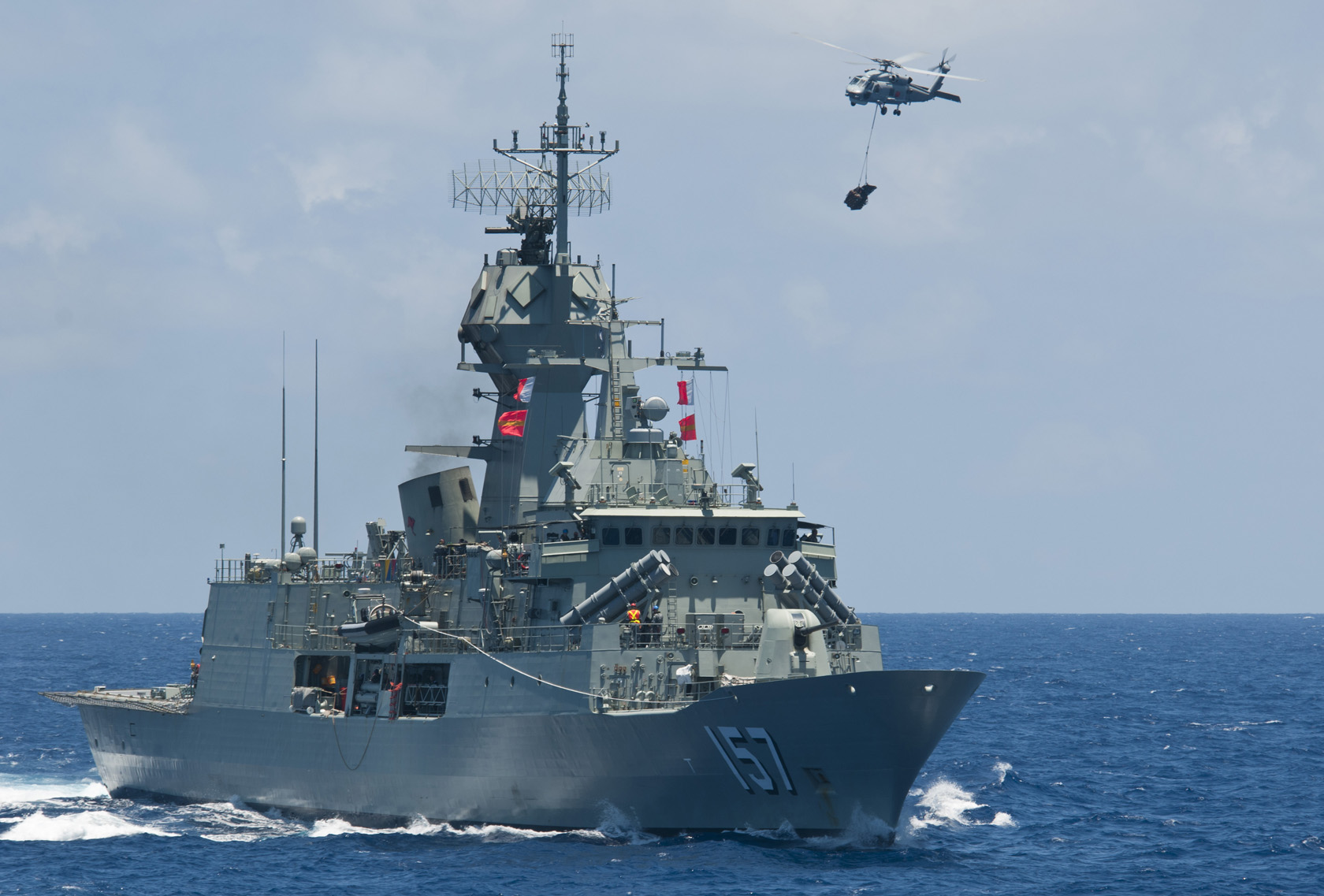
Модернизированный HMAS Perth в 2012 году

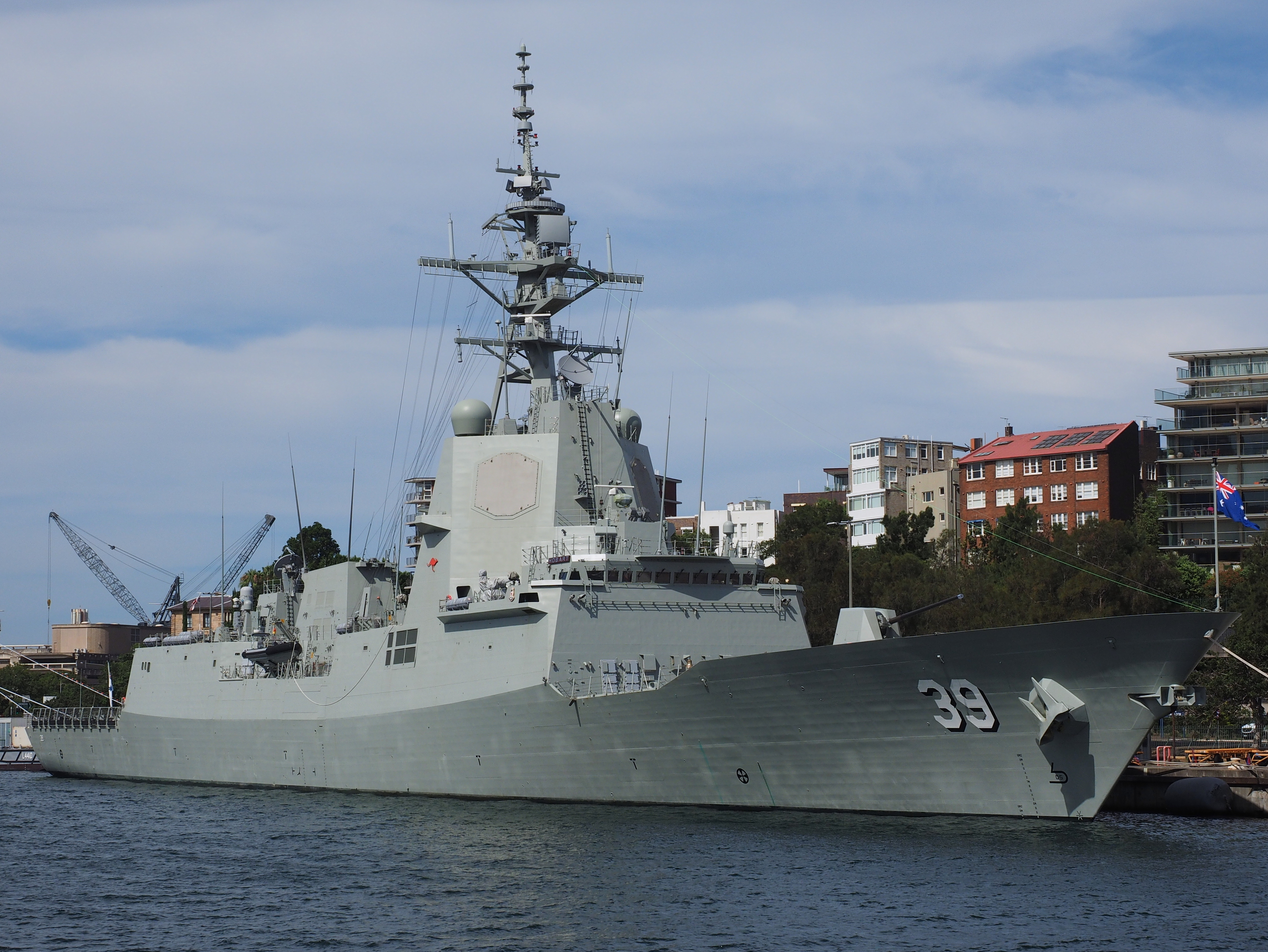
HMAS Hobart

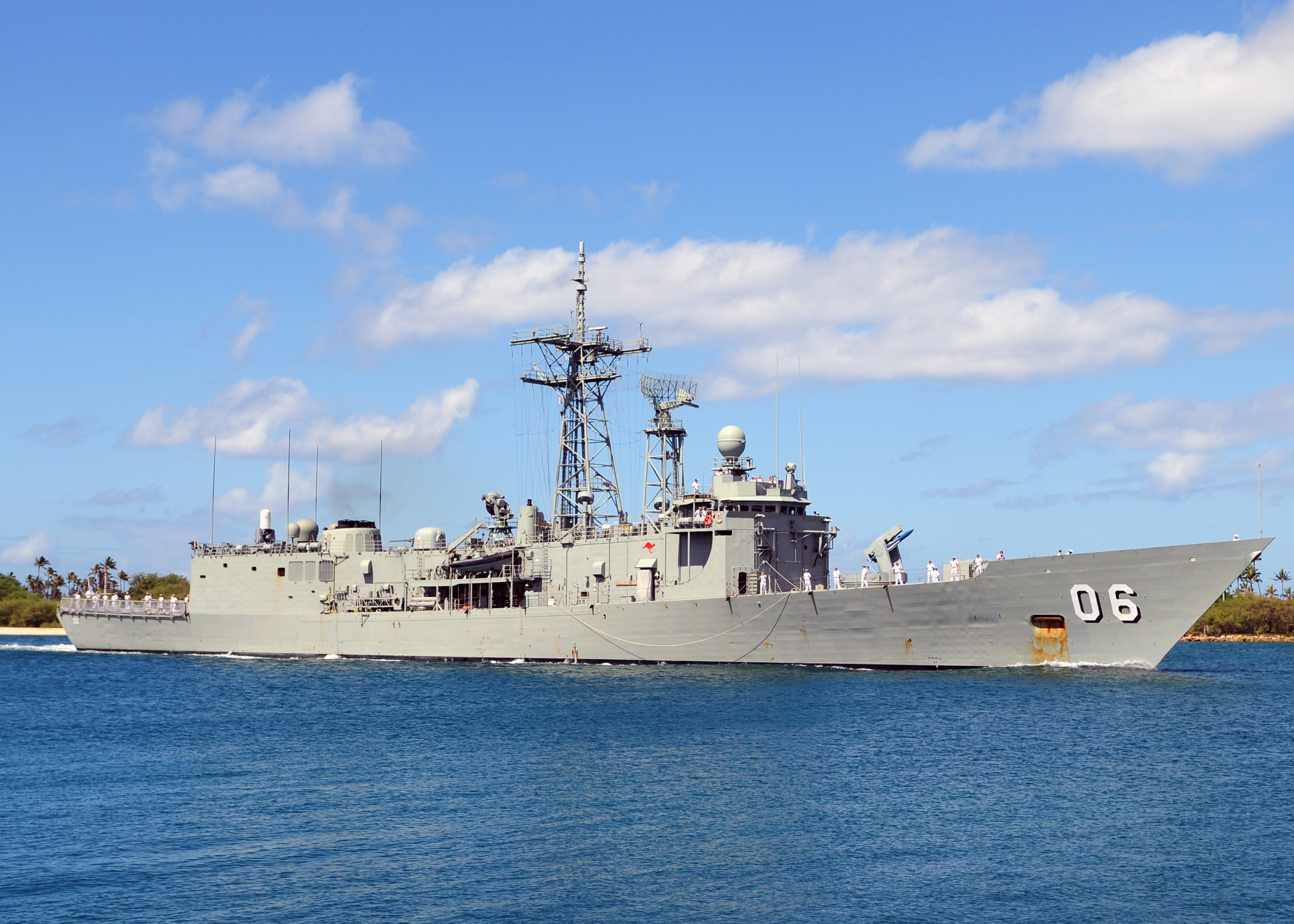
HMAS Newcastle

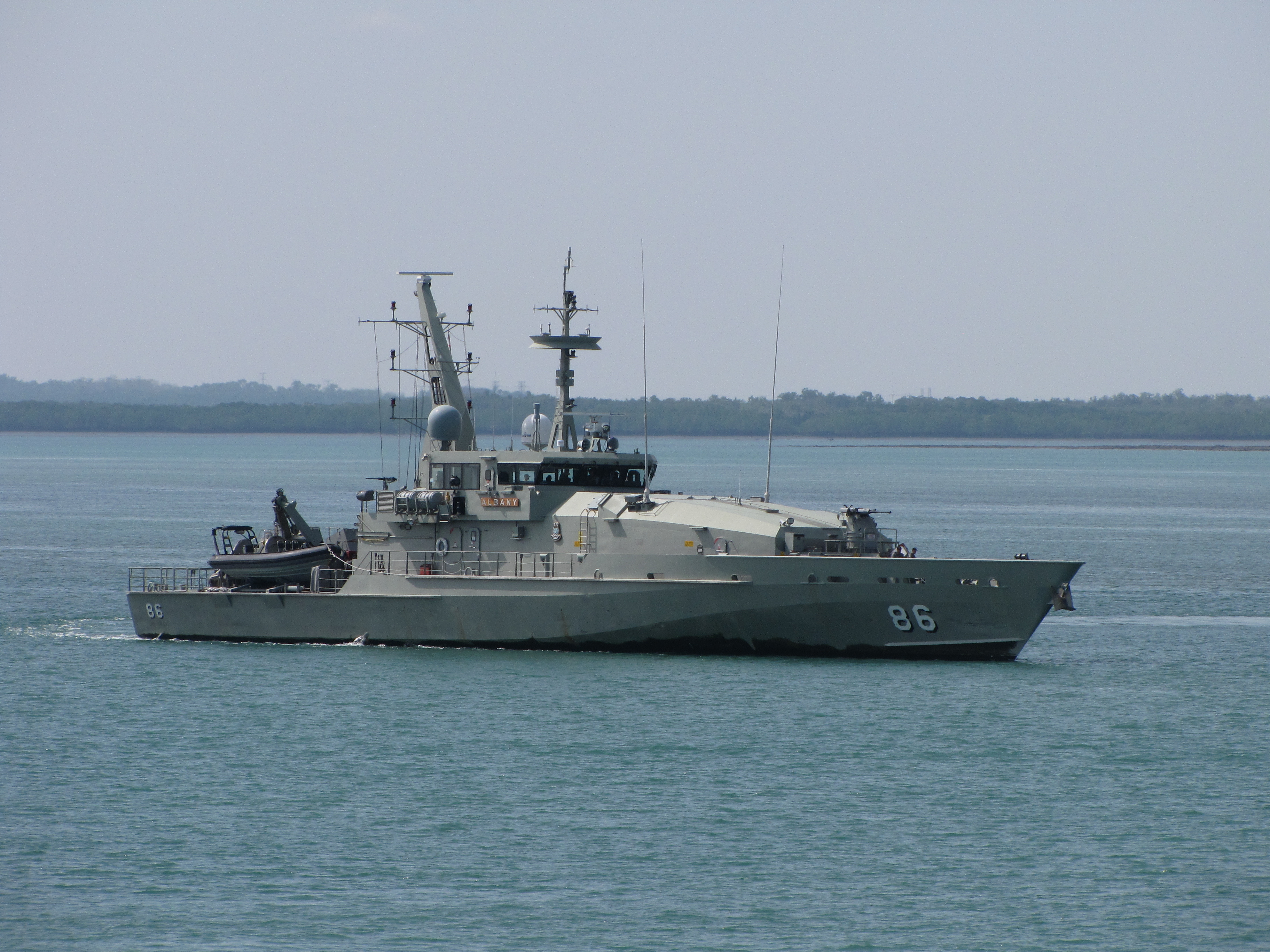
HMAS Albany

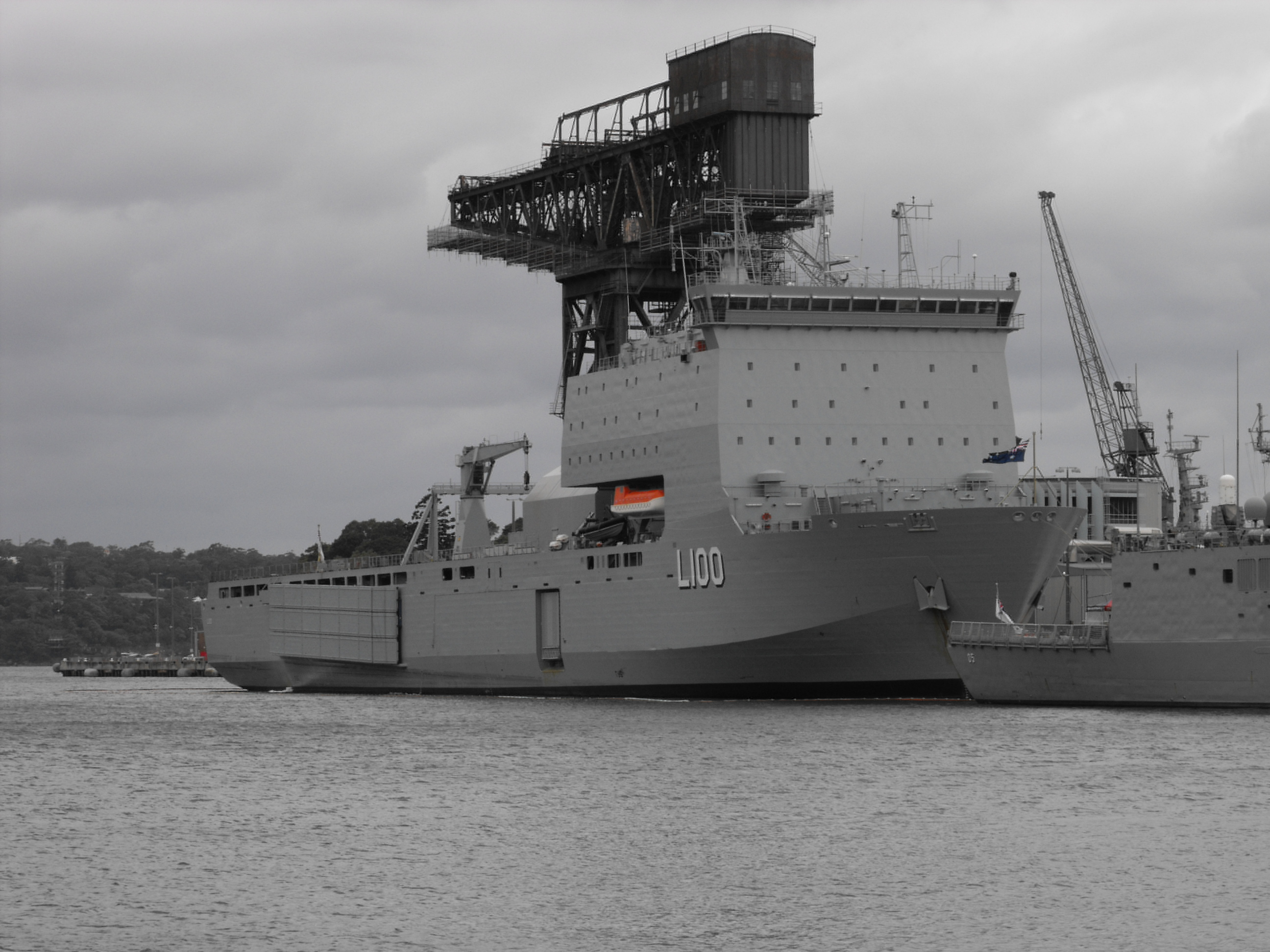
HMAS Choules

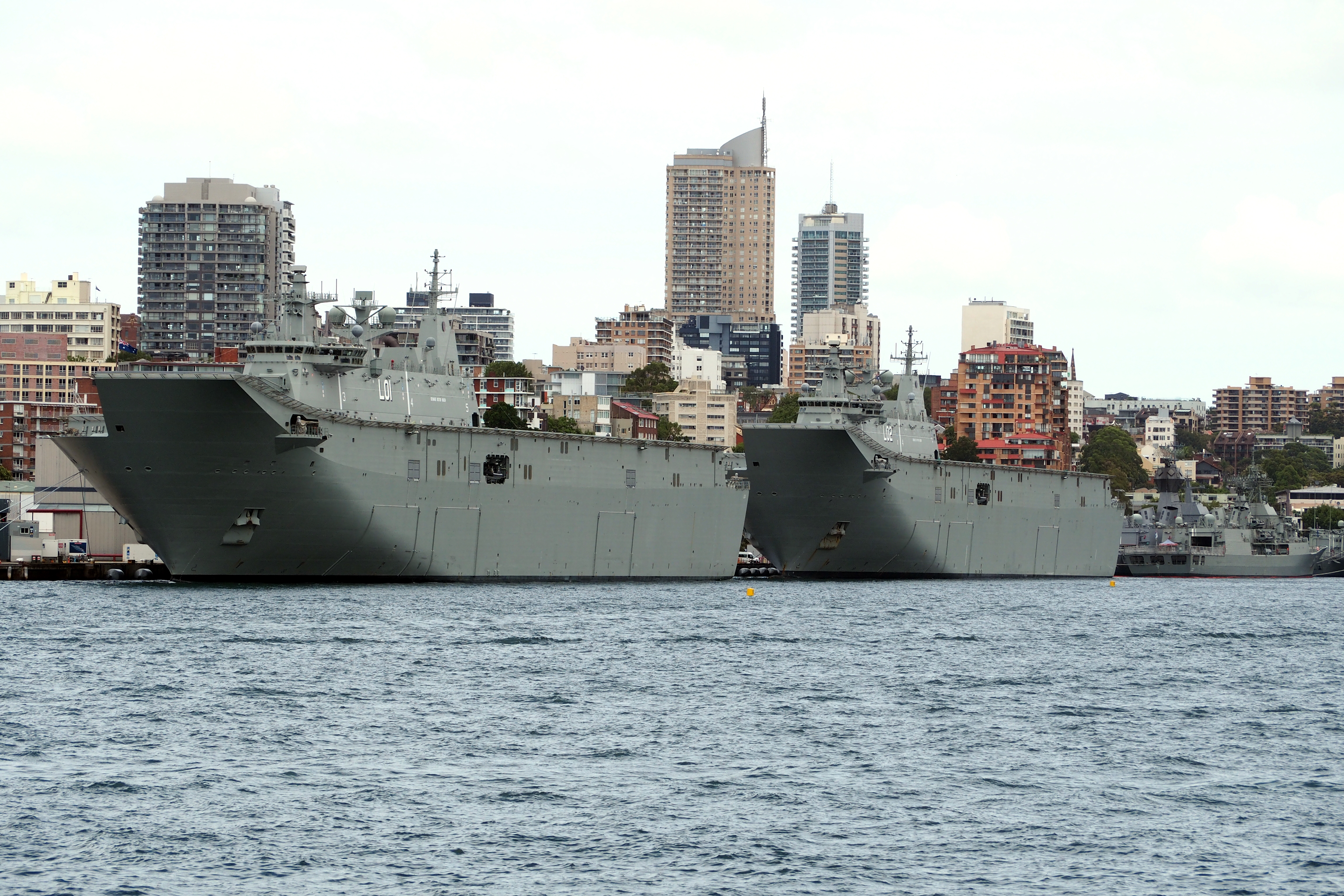
HMAS Adelaide and HMAS Canberra

### Флот
| Тип                                             | Бортовой номер  | Наименование       | В составе флота         | Состояние       | Примечания                        |
| Подводные лодки                                 | Подводные лодки | Подводные лодки    | Подводные лодки         | Подводные лодки | Подводные лодки                   |
| ----------------------------------------------- | --------------- | ------------------ | ----------------------- | --------------- | --------------------------------- |
| подводная лодка типа «Коллинз»                  | SSG 73          | HMAS «Коллинз»     | с 27 июля 1996 года     | в строю         |                                   |
| подводная лодка типа «Коллинз»                  | SSG 74          | HMAS «Фарнкомб»    | с 31 января 1998 года   | в строю         |                                   |
| подводная лодка типа «Коллинз»                  | SSG 75          | HMAS «Уоллер»      | с 10 июля 1999 года     | в строю         |                                   |
| подводная лодка типа «Коллинз»                  | SSG 76          | HMAS «Дешенё»      | с 23 февраля 2001 года  | в строю         |                                   |
| подводная лодка типа «Коллинз»                  | SSG 77          | HMAS «Шиан»        | с 23 февраля 2001 года  | в строю         |                                   |
| подводная лодка типа «Коллинз»                  | SSG 78          | HMAS «Рэнкин»      | с 29 марта 2003 года    | в строю         |                                   |
| Эскадренные миноносцы                           |                 |                    |                         |                 |                                   |
| эскадренный миноносец типа «Хобарт»             | DDG 39          | HMAS «Хобарт»      | с 23 сентября 2017 года | в строю         |                                   |
| эскадренный миноносец типа «Хобарт»             | DDG 41          | HMAS «Брисбен»     | с 27 октября 2018 года  | в строю         |                                   |
| эскадренный миноносец типа «Хобарт»             | DDG 42          | HMAS «Сидней»      | с 18 мая 2020 года      | в строю         |                                   |
| Фрегаты                                         |                 |                    |                         |                 |                                   |
| фрегат типа «Анзак»                             | FFH 150         | HMAS «Анзак»       | с 18 мая 1996 года      | в строю         |                                   |
| фрегат типа «Анзак»                             | FFH 151         | HMAS «Аранта»      | с 12 декабря 1998 года  | в строю         |                                   |
| фрегат типа «Анзак»                             | FFH 152         | HMAS «Варрамунга»  | с 21 марта 2001 года    | в строю         |                                   |
| фрегат типа «Анзак»                             | FFH 153         | HMAS «Стюарт»      | с 17 августа 2002 года  | в строю         |                                   |
| фрегат типа «Анзак»                             | FFH 154         | HMAS «Парраматта»  | с 4 октября 2003 года   | в строю         |                                   |
| фрегат типа «Анзак»                             | FFH 155         | HMAS «Балларат»    | с 26 июня 2004 года     | в строю         |                                   |
| фрегат типа «Анзак»                             | FFH 156         | HMAS «Тувумба»     | с 8 октября 2005 года   | в строю         |                                   |
| фрегат типа «Анзак»                             | FFH 157         | HMAS «Перт»        | с 26 августа 2006 года  | в строю         |                                   |
| Тральщики                                       |                 |                    |                         |                 |                                   |
| тральщик-искатель мин типа «Хуон»               | M 82            | HMAS «Хуон»        | с 15 мая 1999 года      | в строю         |                                   |
| тральщик-искатель мин типа «Хуон»               | M 83            | HMAS «Хоксбюри»    | с 12 февраля 2000 года  | в строю         |                                   |
| тральщик-искатель мин типа «Хуон»               | M 84            | HMAS «Норман»      | с 26 августа 2000 года  | в строю         |                                   |
| тральщик-искатель мин типа «Хуон»               | M 85            | HMAS «Гаскойн»     | с 2 июня 2001 года      | в строю         |                                   |
| тральщик-искатель мин типа «Хуон»               | M 86            | HMAS «Дайамантина» | с 4 мая 2002 года       | в строю         |                                   |
| тральщик-искатель мин типа «Хуон»               | M 83            | HMAS «Ярра»        | с 1 марта 2003 года     | в строю         |                                   |
| Сторожевые корабли                              |                 |                    |                         |                 |                                   |
| сторожевой катер типа «Армидейл»                | ACPB 83         | HMAS «Армидэйл»    | c 24 июня 2005 года     | в строю         |                                   |
| сторожевой катер типа «Армидейл»                | ACPB 84         | HMAS «Ларракия»    | c 10 февраля 2006 года  | в строю         |                                   |
| сторожевой катер типа «Армидейл»                | ACPB 85         | HMAS «Батерст»     | c 10 февраля 2006 года  | в строю         |                                   |
| сторожевой катер типа «Армидейл»                | ACPB 86         | HMAS «Олбани»      | c 15 июля 2006 года     | в строю         |                                   |
| сторожевой катер типа «Армидейл»                | ACPB 87         | HMAS «Пири»        | c 29 июля 2006 года     | в строю         |                                   |
| сторожевой катер типа «Армидейл»                | ACPB 88         | HMAS «Мейтленд»    | c 29 сентября 2006 года | в строю         |                                   |
| сторожевой катер типа «Армидейл»                | ACPB 89         | HMAS «Арарат»      | c 13 ноября 2006 года   | в строю         |                                   |
| сторожевой катер типа «Армидейл»                | ACPB 90         | HMAS «Брум»        | c 10 февраля 2007 года  | в строю         |                                   |
| сторожевой катер типа «Армидейл»                | ACPB 92         | HMAS «Вуллонгонг»  | c 23 июня 2007 года     | в строю         |                                   |
| сторожевой катер типа «Армидейл»                | ACPB 93         | HMAS «Чайлдерс»    | c 7 июля 2007 года      | в строю         |                                   |
| сторожевой катер типа «Армидейл»                | ACPB 94         | HMAS «Лонсестон»   | c 22 сентября 2007 года | в строю         |                                   |
| сторожевой катер типа «Армидейл»                | ACPB 95         | HMAS «Мэриборо»    | c 8 декабря 2007 года   | в строю         |                                   |
| сторожевой катер типа «Армидейл»                | ACPB 96         | HMAS «Гленелг»     | c 22 февраля 2008 года  | в строю         |                                   |
| Десантные корабли                               |                 |                    |                         |                 |                                   |
| универсальный десантный корабль типа «Канберра» | LHD 02          | HMAS «Канберра»    | c 28 ноября 2014 года   | в строю         |                                   |
| универсальный десантный корабль типа «Канберра» | LHD 01          | HMAS «Аделаида»    | c 4 декабря 2015 года   | в строю         |                                   |
| Универсальные десантные корабли класса «Бэй»    | L-100           | HMAS «Шулз»        | с 13 декабря 2011 года  | в строю         | Бывший британский УДК «Ларгс-Бэй» |
| Вспомогательные суда                            |                 |                    |                         |                 |                                   |
| Танкер «Сириус»                                 | O 266           | HMAS «Сириус»      | с 16 сентября 2006 года | в строю         |                                   |
| Танкер типа «Дюранс»                            | OR 304          | HMAS «Саксесс»     | с 23 апреля 1986 года   | в строю         |                                   |

### Морская авиация

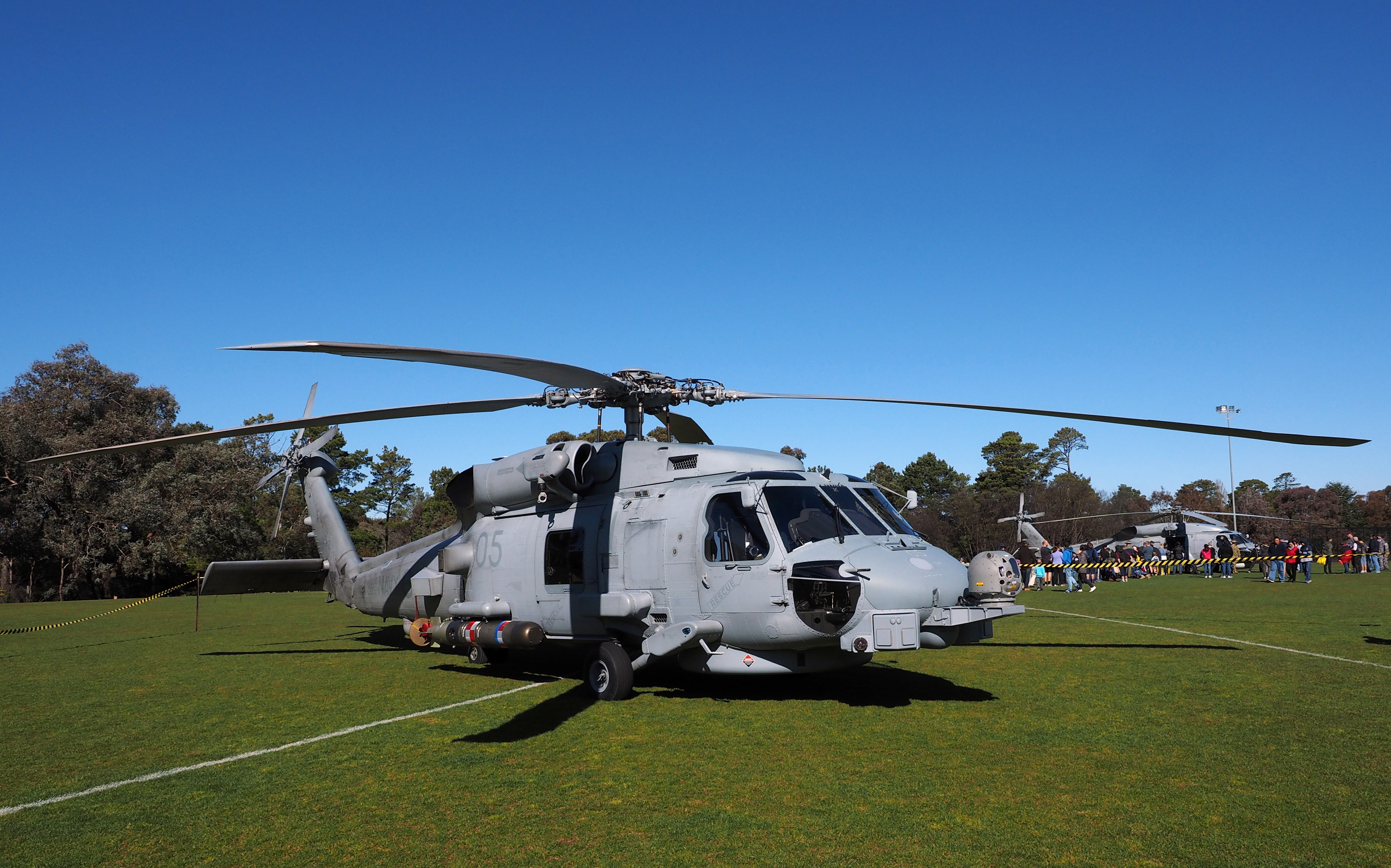
Sikorsky MH-60R Seahawk

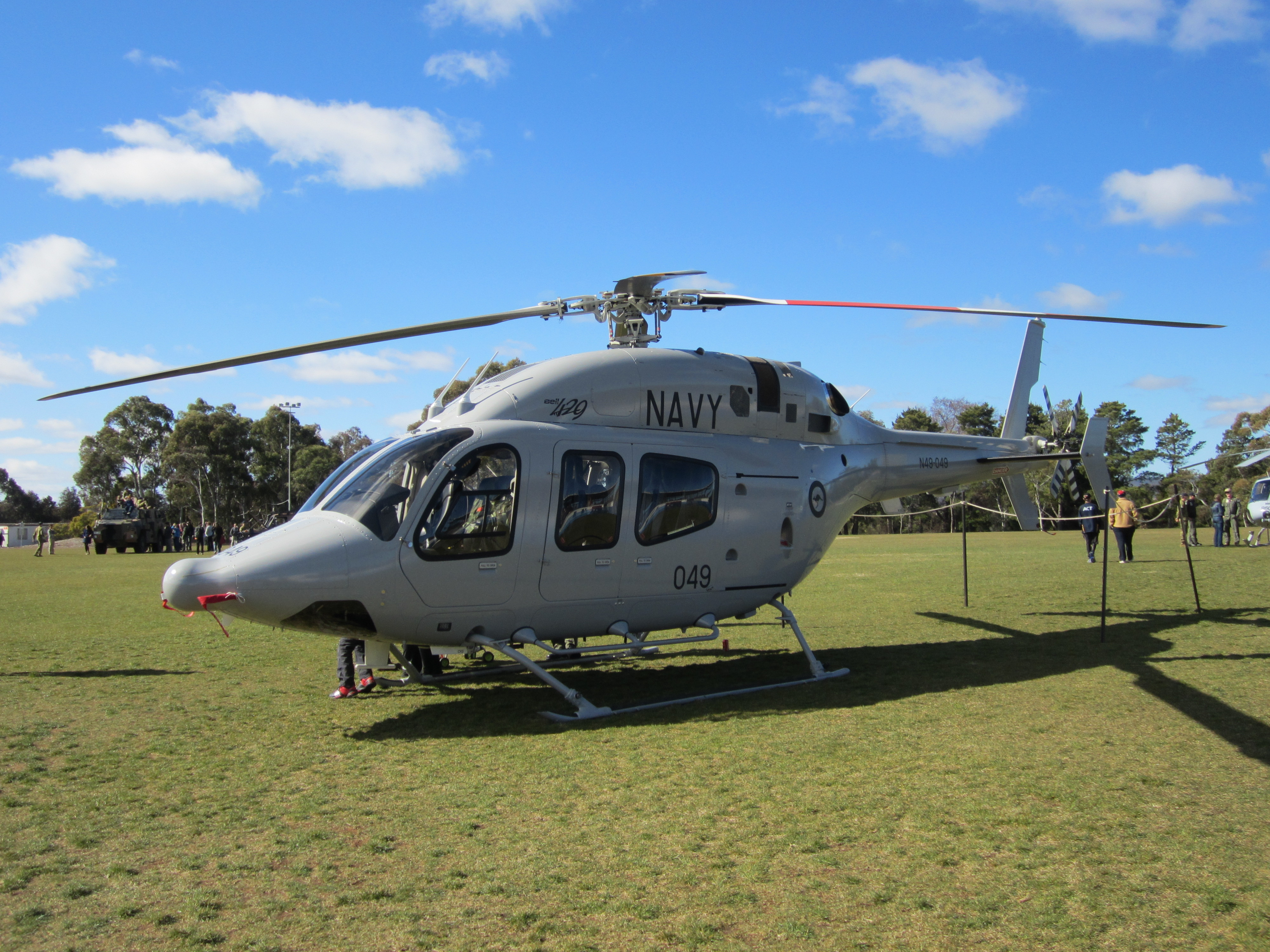
Bell 429

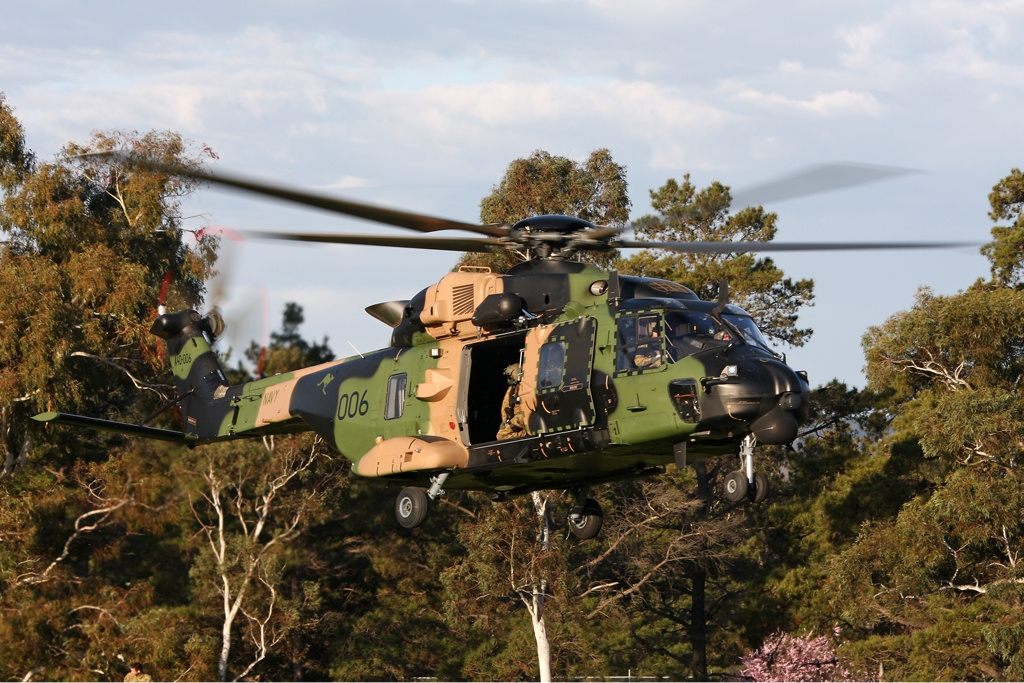
NHI MRH-90

| Тип                     | Производство | Назначение                       | Количество | Примечания |           |
| Вертолёты               | Вертолёты    | Вертолёты                        | Вертолёты  | Вертолёты | Вертолёты |
| ----------------------- | ------------ | -------------------------------- | ---------- | --- | --------- |
| Sikorsky MH-60R Seahawk | США          | Вертолёт противолодочной обороны | 24         | В составе морской авиации заменили устаревшие вертолёты ПЛО SH-60B Seahawk. В декабре 2013 Австралия получила первые 2 вертолёта. |           |
| NHI MRH-90 Taipan       | Европа       | Транспортный вертолёт            | 6          | В июле 2013 года были приняты на вооружение. Вошли в 808-ю эскадрилью.                                                            |           |
| Bell 429                | США          | Тренировочный вертолёт           | 3          | Заменили 3 устаревших вертолёта AW109 в 2012 году                                                                                 |           |

## Префикс кораблей и судов
Корабли и суда Королевского Австралийского ВМФ имеют префикс HMAS (англ. His Majesty’s Australian Ship) — Австралийский Корабль Его Величества, или (англ. Her Majesty’s Australian Ship) — Австралийский Корабль Её Величества, в зависимости от того, король или королева царствует в стране. Для подводных лодок австралийского флота используется тот же префикс — HMAS, который в данном случае расшифровывается как (англ. His Majesty’s Australian Submarine) — Австралийская Подводная лодка Его Величества, или (англ. Her Majesty’s Australian Submarine) — Австралийская Подводная лодка Её Величества.

## Флаги кораблей и судов
| Флаг | Гюйс | Вымпел боевых кораблей |
| ---- | ---- | ---------------------- |
|      |      |                        |

### Флаги должостных лиц
| Адмирал флота | Адмирал | Вице-адмирал | Контр-адмирал |
| ------------- | ------- | ------------ | ------------- |
|               |         |              |               |
| Коммодор      |         |              |               |
|               |         |              |               |

## Воинские звания и знаки различия

### Адмиралы и офицеры
|                          |                      |          |              |               |                                                  |                    |                    |                      |                   |                 |                       |
|                          |                      |          |              |               |                                                  |                    |                    |                      |                   |                 |                       |
| Категории                | Адмиралы             | Адмиралы | Адмиралы     | Адмиралы      | Старшие офицеры                                  | Старшие офицеры    | Старшие офицеры    | Старшие офицеры      | Младшие офицеры   | Младшие офицеры | Младшие офицеры       |
| Погон                    |                      |          |              |               |                                                  |                    |                    |                      |                   |                 |                       |
| Нарукавный знак различия |                      |          |              |               |                                                  |                    |                    |                      |                   |                 |                       |
| Австралийское звание     | Admiral of the Fleet | Admiral  | Vice-Admiral | Rear Admiral  | Commodore                                        | Captain            | Commander          | Lieutenant-Commander | Lieutenant        | Sub-Lieutenant  | Acting Sub-Lieutenant |
| Российское соответствие  | Адмирал флота        | Адмирал  | Вице-адмирал | Контр-адмирал | Нет соответствия (Бригадир в сухопутных войсках) | Капитан 1-го ранга | Капитан 2-го ранга | Капитан 3-го ранга   | Капитан-лейтенант | Лейтенант       | Младший лейтенант     |

### Подофицеры и матросы
| Категории               | Уорент-офицеры              | Уорент-офицеры  | Старшины            | Старшины               | Матросы                | Матросы        | Матросы |
| ----------------------- | --------------------------- | --------------- | ------------------- | ---------------------- | ---------------------- | -------------- | ------- |
| Нарукавный знак         |                             |                 |                     |                        |                        |                |         |
| Австралийское звание    | Warrant Officer of the Navy | Warrant Officer | Chief Petty Officer | Petty Officer          | Leading Seaman         | Able Seaman    | Seaman  |
| Российское соответствие | —                           | Мичман          | Главный старшина    | Старшина первой статьи | Старшина второй статьи | Старший матрос | Матрос  |

### Знаки на головные уборы

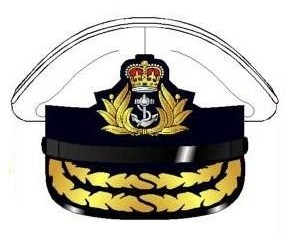
Головной убор адмирала
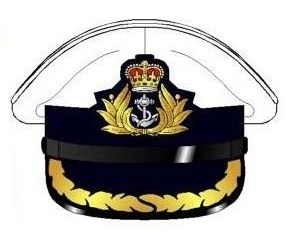
Головной убор старшего офицера
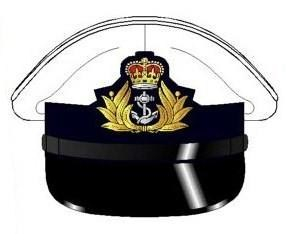
Головной убор офицера